# Paul Melon
Pour les articles homonymes, voir Melon.
 (juillet 2018).
- Si vous ne connaissez pas le sujet, laissez ce bandeau (vous pouvez alors contacter les auteurs).
- Si vous supprimez le contenu mis en cause (vous pouvez préalablement contacter les auteurs),

argumentez précisément cette suppression dans la page de discussion
(un manque de référence n'est pas un argument ; une recherche réelle de référence doit avoir été effectuée, être formellement documentée).
 (juillet 2018).
Si vous disposez d'ouvrages ou d'articles de référence ou si vous connaissez des sites web de qualité traitant du thème abordé ici, merci de compléter l'article en donnant les références utiles à sa vérifiabilité et en les liant à la section « Notes et références ».
Paul Jacques Melon (ou Mellon), né à Montpellier le 10 juin 1844 et décédé à Paris le 28 juin 1915 est un membre fondateur de l’Alliance française.

## Biographie
Paul Mellon est l’un des fondateurs en 1884, avec le père Félix Charmetant et Alfred Mayrargues, de l’Alliance française.

## Sources
- Journal des débats politiques et littéraires, no 181, 30 juin 1915.
- Bulletin de la Société de l'histoire du protestantisme français, volume 64, no 2, mai-août 1915.